# 10129 Fole
A 10129 Fole (ideiglenes jelöléssel 1993 FO40) a Naprendszer kisbolygóövében található aszteroida. Az UESAC program keretében fedezték fel 1993. március 19-én.